# Tandahimba (Distrikt)
Tandahimba ist ein Distrikt in der tansanischen Region Mtwara mit dem Verwaltungssitz in Tandahimba. Es grenzt im Norden an die Region Lindi, im Osten an den Distrikt Nanyamba (TC), im Süden an Mosambik und im Westen an den Distrikt Newala.

## Geographie
Der Distrikt hat eine Fläche von 3760 Quadratkilometer und 299.073 Einwohner (Volkszählung 2022). Das Land wird im Süden vom Fluss Rovuma begrenzt, steigt aber rasch auf das Makonde-Plateau mit einer durchschnittlichen Höhe von 300 Meter über dem Meeresspiegel an. Es fallen durchschnittlich zwischen 800 und 900 Millimeter Regen im Jahr, hauptsächlich in der Regenzeit von November bis Mai. Die Trockenzeit dauert von Mitte Mai bis Oktober. Mit einer Durchschnittstemperatur von 21 Grad Celsius ist es im Juni am kühlsten, der wärmste Monat ist der Oktober mit durchschnittlich 28 Grad Celsius.

## Geschichte
Der Distrikt Tandahimba wurde 1995 gegründet.

## Verwaltungsgliederung
Der Distrikt ist in 32 Bezirke (Wards) gegliedert:
- Chaume
- Chikongola
- Chingungwe
- Dinduma
- Kitama 1
- Litehu
- Luagala
- Lukokoda
- Lyenje
- Kwanyama
- Mahuta
- Malopokelo
- Maundo
- Mchichira
- Mdimba Mnyoma
- Michenjele
- Mihambwe
- Milongodi
- Miuta
- Mkonjowano
- Mkoreha
- Mkundi
- Mkwedu
- Mkwiti
- Mndumbwe
- Mnyawa
- Nambahu
- Namikupa
- Nanhyanga
- Naputa
- Ngunja
- Tandahimba

| Von den Einwohnern ab fünf Jahren sprachen 58 Prozent Swahili, fünf Prozent Englisch und Swahili, 37 Prozent waren Analphabeten Das entspricht weitgehend dem Durchschnitt der Region (Stand 2012). Bevölkerungswachstum: \| Volkszählung \| Einwohner \| \| ------------ \| --------- \| \| 1988 \| 146.506 \| \| 2002 \| 203.837 \| \| 2012 \| 227.514 \| \| 2022 \| 299.073 \| | Hier fehlt eine Grafik, die leider im Moment aus technischen Gründen nicht angezeigt werden kann. Wir arbeiten daran! |
| Volkszählung | Einwohner |
| 1988 | 146.506 |
| 2002 | 203.837 |
| 2012 | 227.514 |
| 2022 | 299.073 |

- Bildung: Im Distrikt gibt es 118 Grundschulen, 28 weiterführende Schulen und zwei berufsbildende höhere Schulen. Die Einschulungsrate in die Grundschule liegt bei 83 Prozent.[8] Von den über Fünfjährigen besuchten 26 Prozent aktuell eine Schule, sieben Prozent hatten die Schule abgebrochen, 39 Prozent eine abgeschlossene Schulbildung und 28 Prozent hatten nie eine Schule besucht (Stand 2012).[9]
- Gesundheit: Für die medizinische Betreuung der Bevölkerung stehen ein staatliches Krankenhaus und drei Gesundheitszentren zur Verfügung. Zwei Gesundheitszentren werden vom Staat betrieben, eines von der katholischen Kirche. Es gibt auch 29 Apotheken im Distrikt.[10]
- Wasser: Die Versorgung mit gutem Trinkwasser ist schwierig, da der Distrikt keine eigenen Quellen hat.[11]

| - Landwirtschaft: Die Landwirtschaft ist der wichtigste Wirtschaftszweig, sie trägt drei Viertel zum Distriktseinkommen bei. Die wichtigsten Früchte für die Selbstversorgung sind Maniok, Mais, Hirse und Reis. Für den Verkauf bestimmt sind meist Cashewnüsse, Nüsse und Sesam. Die Produktion von Cashewnüssen konnte von 15.282 Tonnen im Jahr 2005 auf 47.682 Tonnen im Jahr 2011 gesteigert werden. An Nutztiere wird hauptsächlich Geflügel gehalten, aber auch Ziegen und Rinder (Stand 2012). - Verkehr: Das Straßennetz im Tandahimba hat eine Länge von 1276 Kilometer. Nur 70 Kilometer sind Nationalstraßen, 225 Kilometer sind Regionalstraßen, die übrigen rund 1000 Kilometer sind Distriktstraßen, die überwiegend unbefestigt sind und nur zu 75 Prozent des Jahres befahrbar sind. | Hier fehlt eine Grafik, die leider im Moment aus technischen Gründen nicht angezeigt werden kann. Wir arbeiten daran! |